# 나이지리아군
나이지리아군(영어: Nigerian Armed Forces, NAF)은 나이지리아의 군대이다. 그 군대는 나이지리아 육군, 나이지리아 해군, 그리고 나이지리아 공군의 3개의 서비스 부서로 구성된다. 나이지리아의 대통령은 군대와 그것의 인원에 대한 관리를 책임지는 국방부를 통해 그의 헌법적인 권한을 행사하면서, 군대의 총사령관으로 기능한다. AFN의 작전 책임자는 나이지리아 국방부 장관에 종속되는 국방 참모총장이다. 230,000명 이상의 현역 직원의 병력으로, 나이지리아군은 아프리카에서 가장 큰 제복을 입은 전투 서비스 중 하나이다. 글로벌 화력에 따르면, 나이지리아군은 아프리카에서 4번째로 가장 강력한 군대이고, 국제적으로, 그것의 목록에서 35위에 올랐다.
나이지리아군은 1960년 나이지리아의 보호국 기간 동안 이전에 대영제국의 여러 대대의 야전군으로 복무했던 나이지리아에 주둔했던 왕립 서아프리카 변경군의 전투 부대들의 계승자로서 설립되었다. 설립 이후, 나이지리아군은 1967년~1970년에 비아프라 전쟁에서 싸웠고 유엔과 그리고 라이베리아와 시에라리온의 서아프리카 국가 경제 공동체(ECOWAS)와 서아프리카 경제 공동체 감시단(ECOMOG)의 중추로서 평화 유지군을 해외로 보냈다. 또한 국내에서 두 번 권력을 장악했다. 감비아에 대한 ECOWAS 군사 개입의 일부로서 2017년 관여를 포함하여 주목할 만한 관여들로, 나이지리아군은 계속해서 수십 년 동안 아프리카 대륙 전체의 전투 작전에서 적극적인 요소로 남아있을 것이다.

## 역사
나이지리아군의 기원은 1960년 독립이 허가되었을 때 나이지리아가 된 왕립 서아프리카 변경군(RWAF)의 요소에 있다. 1956년, 왕립 서아프리카 변경군의 나이지리아 연대는 나이지리아 군부대인 RWAF로 개칭되었고, 1958년 4월에는 나이지리아 식민 정부가 나이지리아군의 영국 전쟁 사무국 통제에서 인계되었다.
창설 이후 나이지리아군은 1967년~1970년 비아프라 전쟁이라는 내전에서 싸웠고, 라이베리아와 시에라리온에 있는 서아프리카 국가(ECOWAS)의 경제공동체(ECOMOG)의 중추로서 국제 평화유지군을 파견했다. 집(1966년 & 1983년)에서도 두 차례 권력을 장악했다.
내전의 여파로 1977년 약 25만 명에 달하는 훨씬 더 확대된 군 규모는 생산적인 반환을 위해 군사 통치에 따른 나이지리아 자원의 상당 부분을 소비했다. 내전 중 군의 대확장은 제1차 군사정권에서 이어받은 나이지리아 사회에 대한 기존의 군사적 장악을 더욱 확고히 했다. 그렇게 함으로써, 그것은 나이지리아 사회 내에서 거의 첫 번째에 가까운 군대의 지위를 강화시키고, 군사적 효과의 연계적인 하락에 주목할 만한 역할을 했다. 1999년까지 대통령이 된 올루세군 오바산조는 그해 취임사에서 이 사실을 한탄했다. "...프로페셔널리즘은 상실되었다... 군의 실력이 저하되는 것을 보고 가슴이 울렁거린다."
나이지리아에 있는 훈련소에는 카두나의 나이지리아 방위대학에 입학한 명문 장교, 국군사령부 및 참모대학, 자지, 아부자의 국립 전쟁대학 등이 있다. 미국의 상업 군수업체 군사전문인력공단은 1999년~2000년 경부터 군에 대한 민군관계 자문에 관여해 왔다.

## 구조

### 명령
나이지리아의 대통령은 군대의 총사령관으로 기능하며, 군대와 그 인원에 대한 관리를 담당하는 국방부를 통해 헌법적 권한을 행사한다. AFN의 작전 책임자는 나이지리아 국방부 장관의 예하에 있는 국방참모총장이다.
국방위원회는 1979년부터 존재하고 있고 군대와 관련된 문제들에 대해 대통령에게 조언한다. NDC는 대통령에 의해 의장이 되고 구성원들은 나이지리아의 부통령, 국가안보보좌관, 국방장관, 국방참모총장, 육군참모총장, 해군참모총장 그리고 공군참모총장뿐만 아니라 대통령이 임명할 권한이 있는 다른 사람들을 포함한다.

### 육군
나이지리아 육군(NA)은 나이지리아 군대의 지상부이고 군대 중 가장 크다. 주요 편성은 1사단, 2사단, 3기갑사단, 81사단, 82사단 그리고 새롭게 구성된 8사단, 7사단, 6사단을 포함한다. 나이지리아 군대는 현재 볼라 티누부 대통령에 의해 임명된 라테프 라그바자 소장이 이끌고 있다. 나이지리아 군대는 제1공화국 이래로 지금까지 나이지리아 민주주의를 수호하는 데 주요한 역할을 해오고 있다.

### 해군
나이지리아 해군(NN)은 나이지리아군의 해양 부서이다. 오늘날 나이지리아 해군 사령부 구조는 아부자에 있는 해군 본부뿐만 아니라 라고스, 칼라바르, 바이엘사주에 본부를 둔 세 개의 다른 작전 사령부로 구성되어 있다. 훈련 사령부는 나이지리아의 상업 수도인 라고스에 위치해 있지만, 훈련 시설이 나이지리아 전역에 퍼져 있다. 5개의 전진 작전 기지가 있다. 5개의 작전 기지 (2개가 추가로 곧 가동될 예정이다), 라고스와 포트하커트에 위치한 2개의 부두, 그리고 라고스와 칼라바르에 기반을 둔 2개의 함대. 나이지리아 해군은 현재 아왈 주바이루 감보 제독이 이끌고 있다.

### 공군

나이지리아 공군의 라운델

나이지리아 공군은 1964년 1월 서독으로부터 기술적 지원을 받아 공식적으로 창설되었다. 공군은 캐나다, 에티오피아, 파키스탄에서 항공기 훈련을 받으며 수송 부대로 시작되었다. 공군은 1966년 소련에 의해 다수의 MiG-17 항공기가 제시되기 전까지 전투 능력을 얻지 못했다.
2007년에 공군은 10,000명의 병력을 보유했다. 그것은 수송기, 훈련기, 헬리콥터, 그리고 전투기를 조종한다. 2021년까지 공군 인원은 18,000명으로 증가했다.
공군은 나이지리아 조스 공군 사관학교 그리고 공군 기술원을 후원한다. 나이지리아는 또한 국내 훈련과 군사 생산 능력을 개발하는 정책을 추진해왔다. 나이지리아는 다양한 국가들로부터의 군사 조달에 있어서 다양화의 엄격한 정책을 계속해왔다. 나이지리아 공군은 현재 아마오 이사카 올라다요 공군 원수가 이끌고 있다.

## 나이지리아의 해외 군사 작전
1983년 12월, 새로운 소장 모하마두 부하리 정권은 나이지리아가 아프리카에서 더 이상 활동가적인 반식민지적 역할을 감당할 수 없다고 발표했다. 영어를 사용하는 ECOWAS 회원들은 제1차 라이베리아 내전에 개입하기 위해 1990년 나이지리아 육군이 지배하는 ECOMOG를 설립했다. 육군은 라이베리아의 평화 유지 작전을 지원하기 위해 여단 규모의 병력을 동원, 배치, 그리고 유지하는 능력을 보여주었다. 이전에 더 작은 군대가 유엔과 ECOWAS의 유고슬라비아, 기니비사우, 그리고 시에라리온 배치에 파견되었다. 나이지리아의 이 아프리카 군사 개입 교리는 때때로 팍스 나이지리아나라고 불린다.